# Robert Lucas Jr.
Robert Emerson Lucas Jr. (Yakima, 15 de setembro de 1937 – 15 de maio de 2023) foi um economista estadunidense da Universidade de Chicago.
Foi laureado com o Prémio de Ciências Económicas em Memória de Alfred Nobel de 1995 e referenciado por N. Gregory Mankiw como "o macroeconomista mais influente do final do século XX". Foi um dos que assinaram uma petição para que o governo americano não socorresse os bancos em 2008.

## Contribuições

### Expectativas racionais
Lucas é muito conhecido pelas suas investigações sobre as implicações do pressuposto das expectativas racionais. Lucas (1972) incorporou a ideia de expectativas racionais num modelo de equilíbrio geral dinâmico. Os agentes no modelo de Lucas são racionais: com base na informação disponível, formam expectativas sobre os preços e quantidades futuro e com base nessas expectativas eles agem para maximizar a sua utilidade total esperada. Também elaborou fundamentos teóricos sólidos para a ideia de Milton Friedman e Edmund Phelps da neutralidade a longo prazo da moeda e elaborou uma explicação sobre a correlação entre o produto e a inflação, representada pela curva de Phillips.

### Crítica de Lucas
Lucas (1976) desafiou os fundamentos da teoria macroeconômica (anteriormente dominada pela abordagem keynesiana), argumentando que um modelo macroeconómico deveria ser construído como uma versão agregada dos modelos microeconómicos (ainda que observando que a agregação no sentido teórico pode não ser possível dentro de um determinado modelo). Ele estabeleceu a crítica de Lucas da formulação de políticas econômicas, que sustenta que as relações que parecem verificar-se na economia, como uma aparente relação entre inflação e desemprego, poderiam alterar-se em resposta a mudanças na política econômica. Isto levou ao desenvolvimento da macroeconomia dos novos clássicos e a desenvolvimentos da fundamentação microeconômica da teoria macroeconômica.

### Outras contribuições
Lucas também desenvolveu a teoria da oferta (Lucas aggregate supply function) que sugere que as pessoas podem ser iludidas por uma política monetária não sistemática; o modelo Uzawa-Lucas (com Hirofumi Uzawa) de acumulação de capital humano; e o paradoxo de Lucas, que explica por que razão não se verifica um maior fluxo de capital dos países desenvolvidos para os países em desenvolvimento. A obra de Lucas de 1988 é uma contribuição seminal para a literatura do desenvolvimento e crescimento econômicos. Robert Lucas e Paul Romer contribuíram para o nascimento da teoria do crescimento endógeno e para o ressurgimento da pesquisa sobre o crescimento económico no final dos anos de 1980 e na década de 1990.
Também contribuiu com noções fundamentais para a economia comportamental e estabeleceu a fundamentação intelectual que nos permite entender os desvios da lei do preço único (law of one price) baseada na irracionalidade dos investidores.
Em 2003, ele proclamou, cerca de 5 anos antes da Grande Recessão, que "o problema central da prevenção da depressão foi resolvido, para todos os efeitos práticos, e de fato foi resolvido por muitas décadas."

## Morte
Lucas morreu no dia 15 de maio de 2023, aos 85 anos.